# (20639) Michellouie
(20639) Michellouie (1999 TD109) – planetoida z pasa głównego asteroid okrążająca Słońce w ciągu 4,33 lat w średniej odległości 2,66 j.a. Odkryta 4 października 1999 roku.